# Campeonato Mundial de Halterofilismo de 1903
O 4º Campeonato Mundial de Halterofilismo foi realizado em Paris, na França entre 1 e 3 de outubro de 1903. Participaram 18 halterofilistas de 5 nacionalidades em duas categorias, amador e profissional. 

## Medalhistas
| Evento       | Ouro                     | Prata                            | Bronze                   |
| ------------ | ------------------------ | -------------------------------- | ------------------------ |
| Amador       | Francois Lancoud · Suíça | Heinrich Schneidereit · Alemanha | Gustave Empain · Bélgica |
| Profissional | P. Bonne · França        | Serguei Ielisseiev · Rússia      | Emiel Deriac · Suíça     |

## Quadro de medalhas
| Ordem | País     | Medalha de ouro | Medalha de prata | Medalha de bronze | Total |
| ----- | -------- | --------------- | ---------------- | ----------------- | ----- |
| 1     | Suíça    | 1               | 0                | 1                 | 2     |
| 2     | França   | 1               | 0                | 0                 | 1     |
| 3     | Alemanha | 0               | 1                | 0                 | 1     |
| 3     | Rússia   | 0               | 1                | 0                 | 1     |
| 5     | Bélgica  | 0               | 0                | 1                 | 1     |
| Total | Total    | 2               | 2                | 2                 | 6     |